# La Mariée du régiment
Pour plus de détails, voir Fiche technique et Distribution.
La Mariée du régiment est un film français réalisé par Maurice Cammage, sorti en 1936.

## Fiche technique
- Titre : La Mariée du régiment
- Autre titre : Mam'zelle la capitaine
- Réalisation : Maurice Cammage
- Scénario : Jacques Daniel-Norman, d'après la pièce d'André Heuzé et Étienne Arnaud
- Photographie : Georges Clerc
- Décors : Robert Saurin
- Musique : René Mercier
- Production : Maurice Cammage
- Pays d'origine :  France
- Format : Noir et blanc - 1,37:1 - 35 mm - Son mono
- Genre : Comédie
- Durée : 90 minutes
- Date de sortie : France - 3 janvier 1936

## Distribution
- Pierre Larquey
- Lyne Clevers
- Jean Dunot
- André Roanne
- Suzanne Dehelly
- Gaby Basset
- André Berley
- Louis Florencie
- Edmond Roze
- Maurice Marceau
- Jane Pierson
- Renée Gardès
- Viola Vareyne